# Spoorlijn Rath - Lierenfeld
De spoorlijn Rath - Lierenfeld was een Duitse spoorlijn en was als spoorlijn 13 onder beheer van DB Netze.

## Geschiedenis
Het traject werd door de Bergisch-Märkische Eisenbahn-Gesellschaft geopend op 13 februari 1872. In 1971 is de lijn gesloten waarna op een gedeelte van het tracé tussen Rath en Grafenberg de Stadtbahn van Düsseldorf is aangelegd.

## Aansluitingen
In de volgende plaatsen is of was er een aansluiting op de volgende spoorlijnen:
Rath
DB 11, spoorlijn tussen Düsseldorf-Rath en Düsseldorf Rheinisch
DB 2324, spoorlijn tussen Mülheim-Speldorf en Niederlahnstein
DB 2400, spoorlijn tussen Düsseldorf en Hagen
Grafenberg
DB 12, spoorlijn tussen Düsseldorf-Grafenberg en Düsseldorf-Gerresheim
DB 22, spoorlijn tussen Düsseldorf-Grafenberg en Düsseldorf Zoologischer Garten
DB 2400, spoorlijn tussen Düsseldorf en Hagen
DB 2422, spoorlijn tussen de aansluiting Dora en Düsseldorf-Grafenberg
Lierenfeld
DB 2410, spoorlijn tussen Düsseldorf-Lierenfeld en Düsseldorf-Derendorf
DB 2411, spoorlijn tussen Düsseldorf-Reisholz en Düsseldorf-Derendorf
DB 2417, spoorlijn tussen de aansluiting Sturm en Düsseldorf-Lierenfeld